# Elecciones al consejo insular de Menorca de 2007
Las elecciones al Consejo Insular de Menorca de 2007 se celebraron el 27 de mayo de 2007. En ellas, todos los ciudadanos de Menorca mayores de 18 años según el censo electoral de 1 de marzo de 2007 fueron llamados a las urnas para elegir por primera vez de manera directa a los 13 diputados del Consejo Insular de Menorca. Hasta entonces, los diputados del pleno eran elegidos de la misma candidatura presentada por cada partido a la circunscripción de Menorca para las elecciones al Parlamento de las Islas Baleares. Es decir, había una única lista de cada formación política para las dos instituciones, si bien existía un mecanismo de renuncias que permitía a los electos pertenecer sólo a una o a la otra. A partir de las elecciones de 2007, tras la aprobación del nuevo estatuto de autonomía, los ciudadanos eligen a los consejeros insulares de la institución en listas separadas de las del Parlamento.
Estas elecciones se celebraron junto con las elecciones autonómicas baleares, el resto de elecciones a consejos insulares y las elecciones municipales.

## Resultados
Los resultados no variaron apenas respecto a los de elecciones anteriores. El vencedor fue de nuevo el Partido Popular, que repitió con seis escaños. La diferencia de votos respecto al PSOE, sin embargo, se redujo a apenas 130 votos, obteniendo este también seis escaños. PSM-Verds mantuvo el escaño que había conseguido el PSM en los anteriores comicios.
| ← Elecciones al Consejo Insular de Menorca de 2007 → |                                                               |                           |        |       |         |     |
| Presidente y consejo ejecutivo | Partido                                                       | Candidato                 | Votos  | %     | Escaños | +/- |
| - Presidente: Joana Maria Barceló Martí (PSOE) - Consejo ejecutivo: PSIB-PSOE - PSM-VERDS (Partit Socialista de Menorca - Els Verds de Menorca) - Censo: 62.991 - Votantes: 36.975 (58,70%) - Abstención: 26.017 (41,30%) - Válidos: 36.720 - A candidatura: | Partido Popular (PP)                                          | José Seguí Díaz           | 15.027 | 40,92 | 6       | =   |
| - Presidente: Joana Maria Barceló Martí (PSOE) - Consejo ejecutivo: PSIB-PSOE - PSM-VERDS (Partit Socialista de Menorca - Els Verds de Menorca) - Censo: 62.991 - Votantes: 36.975 (58,70%) - Abstención: 26.017 (41,30%) - Válidos: 36.720 - A candidatura: | Partit dels Socialistes de les Illes Balears-PSOE (PSIB-PSOE) | Joana Maria Barceló Martí | 14.897 | 40,57 | 6       | =   |
| - Presidente: Joana Maria Barceló Martí (PSOE) - Consejo ejecutivo: PSIB-PSOE - PSM-VERDS (Partit Socialista de Menorca - Els Verds de Menorca) - Censo: 62.991 - Votantes: 36.975 (58,70%) - Abstención: 26.017 (41,30%) - Válidos: 36.720 - A candidatura: | PSM-VERDS a                                                   | Antònia Allès Pons (PSM)  | 3.350  | 9,12  | 1       | = b |
| - Presidente: Joana Maria Barceló Martí (PSOE) - Consejo ejecutivo: PSIB-PSOE - PSM-VERDS (Partit Socialista de Menorca - Els Verds de Menorca) - Censo: 62.991 - Votantes: 36.975 (58,70%) - Abstención: 26.017 (41,30%) - Válidos: 36.720 - A candidatura: | Esquerra de Menorca-Esquerra Unida (EM-EU)                    | Jesús Barrasa Aceituno    | 1.615  | 4,40% | 0       | =   |
| - Presidente: Joana Maria Barceló Martí (PSOE) - Consejo ejecutivo: PSIB-PSOE - PSM-VERDS (Partit Socialista de Menorca - Els Verds de Menorca) - Censo: 62.991 - Votantes: 36.975 (58,70%) - Abstención: 26.017 (41,30%) - Válidos: 36.720 - A candidatura: | Unió de Centristes de Menorca (UCM)                           | Federico Álvarez Vinent   | 745    | 2,03  | 0       |     |
| - Presidente: Joana Maria Barceló Martí (PSOE) - Consejo ejecutivo: PSIB-PSOE - PSM-VERDS (Partit Socialista de Menorca - Els Verds de Menorca) - Censo: 62.991 - Votantes: 36.975 (58,70%) - Abstención: 26.017 (41,30%) - Válidos: 36.720 - A candidatura: | Ciudadanos en Blanco (CENB)                                   | Ana María Royo Sanvisén   | 281    | 0,77  | 0       |     |
| - Presidente: Joana Maria Barceló Martí (PSOE) - Consejo ejecutivo: PSIB-PSOE - PSM-VERDS (Partit Socialista de Menorca - Els Verds de Menorca) - Censo: 62.991 - Votantes: 36.975 (58,70%) - Abstención: 26.017 (41,30%) - Válidos: 36.720 - A candidatura: | En blanco                                                     | N/A                       | 805    | 2,19  | N/A     | N/A |

a Coalición de Partit Socialista de Menorca (PSM-EN) y Els Verds de Menorca.

b Respecto al Partit Socialista de Menorca (PSM-EN) en 2003.

Tras las elecciones, PSOE y PSM-VERDS llegaron a un acuerdo que permitió a Joana Barceló continuar como presidenta del Consejo por otros cuatro años. El 12 de septiembre de 2008 Joana Barceló renunció a la presidencia del Consejo de Menorca al ser nombrada consejera de Trabajo y Formación y portavoz del Gobierno de las Islas Baleares. Fue sustituida por el también socialista Marc Pons.